# Bohdan Nikishyn
Bohdan Serhiyovych Nikishyn (en ukrainien : Богдан Сергійович Нікішин), né le 29 mai 1980 à Dnipropetrovsk, est un escrimeur ukrainien, spécialiste de l'épée.

## Carrière
Médaillé de bronze par équipe lors des championnats du monde 2006 à Turin, Nikishyn remonte sur les podiums, d'abord européens, avec une médaille d'argent par équipe aux championnats d'Europe 2010, puis mondiaux en équipe avec une médaille d'argent en 2013 puis d'or en 2015.
En 2016 il remporte le grand prix de Rio puis décroche sa première médaille individuelle, de bronze, aux championnats d'Europe avant de la doubler par celle par équipe.

## Palmarès
- Championnats du monde
  -  Médaille d'or par équipes aux championnats du monde 2015 à Moscou
  -  Médaille d'argent par équipes aux championnats du monde 2013 à Budapest
  -  Médaille de bronze par équipes aux championnats du monde 2006 à Turin

- Championnats d'Europe
  -  Médaille d'argent par équipes aux championnats d'Europe 2017 à Tbilissi
  -  Médaille d'argent par équipes aux championnats d'Europe 2010 à Leipzig
  -  Médaille de bronze individuelle aux championnats d'Europe 2016 à Toruń
  -  Médaille de bronze par équipes aux championnats d'Europe 2016 à Toruń
  -  Médaille de bronze par équipes aux championnats d'Europe 2013 à Zagreb
  -  Médaille de bronze par équipes aux championnats d'Europe 2012 à Legnano

## Classement en fin de saison
| Année | 2003 | 2004 | 2005 | 2006 | 2007 | 2008 | 2009 | 2010 | 2011 | 2012 | 2013 | 2014 | 2015 | 2016 | 2017 | 208 | 2019 | 2020 | 2021 | 2022 |
| ----- | ---- | ---- | ---- | ---- | ---- | ---- | ---- | ---- | ---- | ---- | ---- | ---- | ---- | ---- | ---- | --- | ---- | ---- | ---- | ---- |
| Rang  | 85   | 77   | 100  | 43   | 94   | 31   | 61   | 23   | 82   | 22   | 8    | 2    | 20   | 6    | 10   | 2   | 3    | 12   | 15   | 19   |